# Leioproctus melanocyaneus
Leioproctus melanocyaneus är en biart som beskrevs av Toro 1973. Leioproctus melanocyaneus ingår i släktet Leioproctus och familjen korttungebin. Inga underarter finns listade i Catalogue of Life.